# Catherine Leroy
Catherine Leroy (27 de agosto de 1944 – 8 de julho de 2006) foi uma fotojornalista e fotógrafa de guerra francesa, cujas chocantes imagens da batalha ilustraram a história da Guerra do Vietnã , nas páginas da revista Life e outras publicações.

## Prêmios
Leroy ganhou inúmeros prêmios por seu trabalho, incluindo, em 1967, o George Polk Awards, a Imagem do Ano, A Sigma Delta Chi, e The Art Director's Club of New York. Ela foi a primeira mulher a receber o Robert Capa Gold Medal Award de "melhor relatório  fotográfico publicado do exterior, que exigiu coragem e iniciativa excepcionais" para a sua cobertura da guerra civil no Líbano, em 1976. Em 1997, ela recebeu um Prêmio de Honra por Serviços Distintos em Jornalismo da Universidade de Missouri.

## Trabalhos
- Catherine Leroy (ed.). Under fire: great photographers and writers in Vietnam. [S.l.: s.n.] ISBN 978-1-4000-6358-1
- Tony Clifton; Catherine Leroy. God cried. [S.l.: s.n.] ISBN 978-0-7043-2375-9